# Aerodrom (Kragujevac)
Pour l’article homonyme, voir Aerodrom (Skopje).
Aerodrom (en serbe cyrillique : Аеродром) est une municipalité de Serbie. Elle est une des cinq municipalités qui forment la ville de Kragujevac dans le district de Šumadija. En 2002, la partie urbaine de la municipalité comptait 23 249 habitants et l'ensemble 36 217.
La municipalité d'Aerodrom a été formée en 2002.

## Localités de la municipalité d'Aerodrom

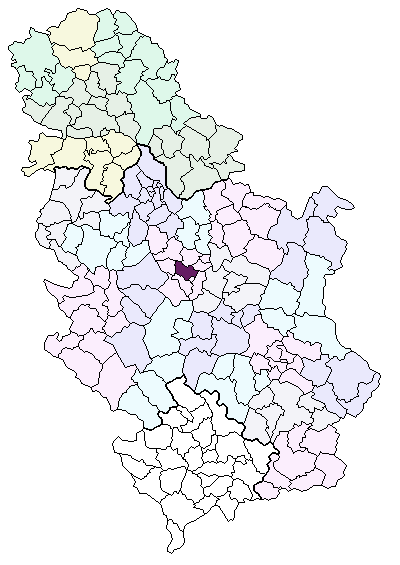
Localisation de la municipalité d'Aerodrom en Serbie

Outre une partie de la ville de Kragujevac proprement dite, la municipalité d'Aerodrom compte 17 localités :
| - Gornje Grbice - Gornje Jarušice - Desimirovac - Donje Grbice - Jovanovac - Kragujevac (en partie) - Lužnice - Mali Šenj - Mironić | - Novi Milanovac - Opornica - Pajazitovo - Poskurice - Resnik - Cvetojevac - Cerovac - Čumić - Šljivovac |

Toutes ces localités sont officiellement classées parmi les « villages » (село/selo) de Serbie.